# 伊日·伦达克
伊日·伦达克（捷克語：Jiří Lundák，1939年8月31日—），捷克男子赛艇运动员。他曾代表捷克斯洛伐克参加1960年和1964年夏季奥林匹克运动会赛艇比赛，获得二枚铜牌，均来自男子八人单桨有舵手项目。